# Jean-Marie Séverin
Jean-Marie Séverin (ur. 8 kwietnia 1941 w Namur) – belgijski samorządowiec i ekonomista, przewodniczący Parlamentu Walońskiego (1997) i Parlamentu Francuskiej Wspólnoty Belgii (2000–2001).

## Życiorys
Absolwent handlu i finansów na Uniwersytecie w Liège. Zaangażował się w działalność Partii Reformatorsko-Liberalnej, od 1995 do 2001 jako jej wiceprzewodniczący, później przeszedł do powstałego na jego bazie Ruchu Reformatorskiego. Od 1970 członek rady miejskiej Forville, które w 1976 stało się częścią gminy Éghezée. Pozostał następnie radnym (1977–1985, 1992–2018) oraz członkiem władz miejskich (1995–2006) w Éghezée. W latach 1974–1985 należał rady prowincji Namur, następnie zasiadał w tamtejszych władzach wykonawczych. Był zarazem delegowany do Parlamentu Wspólnoty Francuskiej oraz Rady Regionu Walońskiego (w 1995 przekształconej w Parlament Waloński). Po usamodzielnieniu ostatniej legislatywy był jej wiceprzewodniczącym, a od lutego do marca 1997 kierował nim po rezygnacji Guya Spitaelsa. Od czerwca 1999 do października 2000 pozostawał ministrem spraw wewnętrznych i służby cywilnej w rządzie Regionu Walońskiego, a następnie do 2001 przewodniczącym Parlamentu Francuskiej Wspólnoty Belgii. W obydwu lokalnych legislatywach zasiadał do 2009. Został członkiem zarządów różnych organizacji, m.in. jako wiceszef Zgromadzenia Parlamentarnego Frankofonii, administrator lokalnego organu ds. edukacji oraz szef urzędu ds. ubezpieczeń osób samozatrudnionych.